# Jozef Hermans
Jozef Hermans fue un deportista belga que compitió en remo. Ganó seis medallas en el Campeonato Europeo de Remo entre los años 1907 y 1920.

## Palmarés internacional
| Campeonato Europeo | Campeonato Europeo        | Campeonato Europeo | Campeonato Europeo |
| Año                | Lugar                     | Medalla            | Prueba             |
| ------------------ | ------------------------- | ------------------ | ------------------ |
| 1907               | Estrasburgo (Francia)     | Medalla de plata   | Scull individual   |
| 1907               | Estrasburgo (Francia)     | Medalla de plata   | Doble scull        |
| 1908               | Lucerna (Suiza)           | Medalla de oro     | Doble scull        |
| 1909               | Juvisy-sur-Orge (Francia) | Medalla de bronce  | Scull individual   |
| 1911               | Como (Italia)             | Medalla de bronce  | Doble scull        |
| 1920               | Mâcon (Francia)           | Medalla de plata   | Ocho con timonel   |